# Zuliana de Aviación
Zuliana de Aviación CA era uma companhia aérea venezuelana com sede em Maracaibo.

## História
A Zuliana de Aviación foi inicialmente fundada como uma companhia aérea de carga em 1985 com base em Maracaibo, sendo só mais tarde que começou a operar como transportadora de passageiros. Seu nome foi derivado do estado venezuelano de Zulia. A companhia aérea encerrou suas operações em 1997 e toda a sua frota foi aposentada definitivamente em 2002.

## Frota

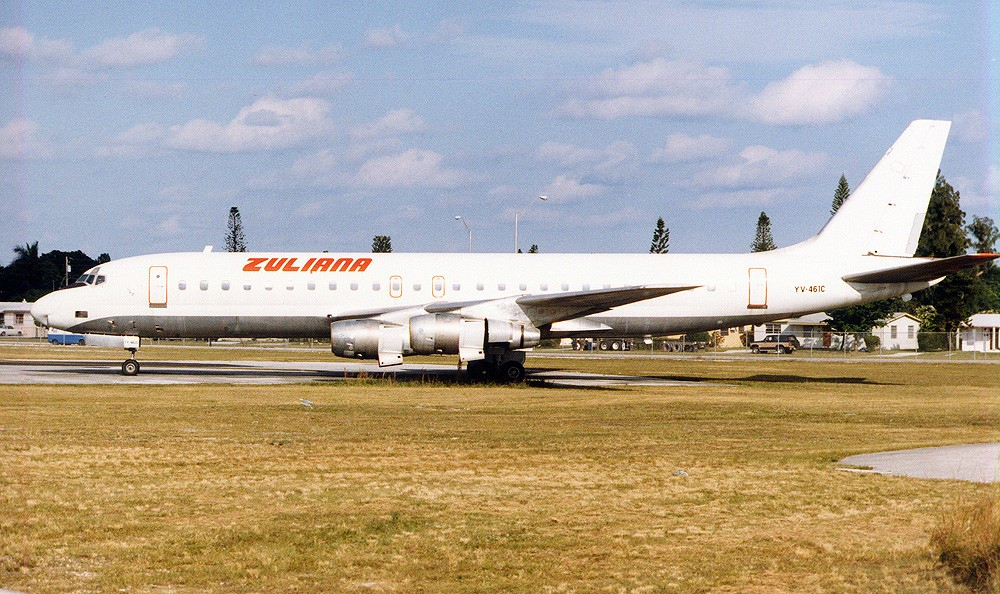
Um Douglas DC-8-50 da Zuliana de Aviación

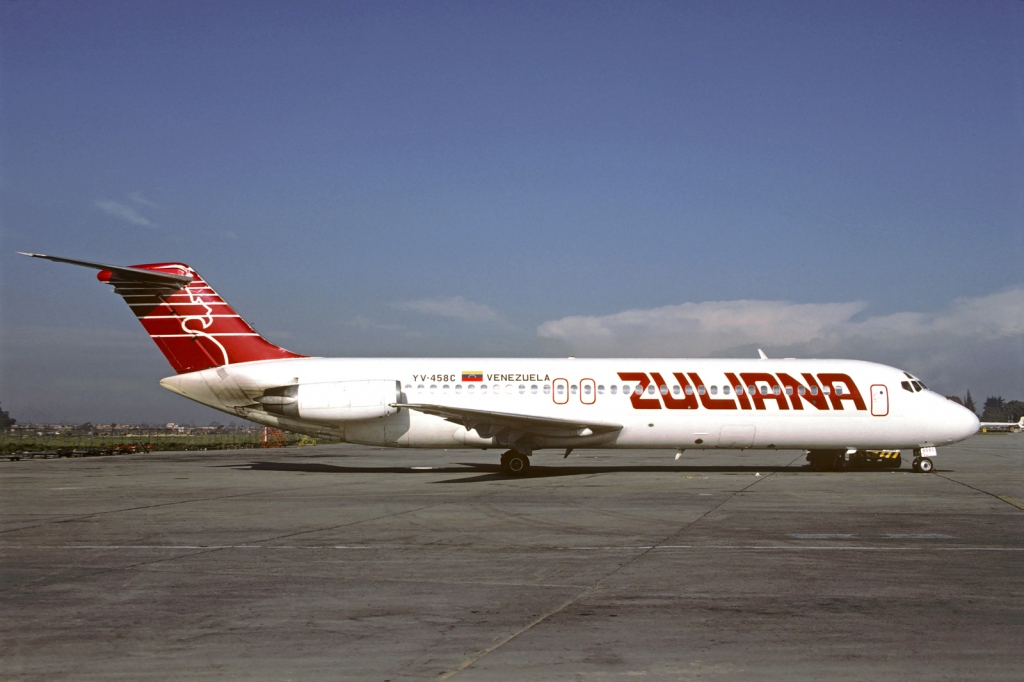
Um McDonnell Douglas DC-9-30 da Zuliana de Aviación

A frota da Zuliana de Aviación consistia nas seguintes aeronaves:
| Aeronaves                 | Em Serviço | Ordens | Passageiros | Notas |
| ------------------------- | ---------- | ------ | ----------- | ----- |
| McDonnell Douglas DC-9-30 | 5          | –      | 107         |       |
| Douglas DC-8-50           | 3          | –      | Cargueiro   |       |
| Total                     | 8          | 0      |             |       |